# Ловцов Михайло Іванович
Миха́йло Іва́нович Ловцо́в (4 березня 1849, Рязань — 2 грудня 1907, Харків) — російський архітектор і викладач.

## Біографія
Михайло Ловцов народився в 1849 році в м. Рязань в сім'ї священника.
- 1873 рік – закінчив Петербурзьке будівельне училище, отримавши спеціальність цивільного інженера. Ім'я Ловцова було занесене на мармурову дошку пошани інституту.
- 1875 рік – початок роботи в Харкові.
- З 1886 року за наймом, а з 1889 по 1907 — штатний викладач архітектурного і будівельного мистецтва у Харківському технологічному інституті.
- З 1893 року працював у приватній проєктній конторі С. І. Загоскіна.
- 1894—1904 роки — архітектор Харківського технологічного інституту. За його проєктами для ХТІ були споруджені корпус хімічних майстерень і креслярський корпус (нині ректорський).
- 1899, 1903 рік — губернський земський архітектор.

М. І. Ловцов був дійсним членом Харківського відділення Імператорського російського технічного товариства. Його власна бібліотека по смерті М. Ловцова була передана до Студентського технічного товариства ХТІ. В бібліотеці ХПІ зберігаються видання з автографом Ловцова.

## Творчість
Пам'ятки архітектури Харкова, створені за проєктами М. І. Ловцова:
- 1888—1901 роки — Благовіщенський собор на Благовіщенському майдані, 1. Охоронний № 363.
- 1895 рік — реконструкція церкви Св. Пантелеймона по вулиці Клочківській, 94-а. Охоронний № 443.
- 1898—1901 роки — креслярський корпус ХТІ по вулиця Кирпичова, 21. Охоронний № 627/2.
- 1900 рік — реконструкція Братського дому (у співавторстві з Б. Г. Михаловським) на майдані Конституції, 12. Охоронний № 81.
- 1905—1907 роки — церква Св. Олександра Невського при губернській лікарні, по вулиці Академіка Павлова, 46. Охоронний № 567/3.
- 1907—1914 роки — церква Трьох Святителів (у співавторстві з В. М. Покровським) по вулиці Гольдбергівській, 101. Охоронний № 343.

Крім того, М. І. Ловцов у 1885—1896 роках проводив реконструкцію Свято-Дмитрівської церкви по вул. Катеринославській (нині Полтавський Шлях, 44). За радянської влади церкву було практично знищено і перебудовано в кінотеатр наприкінці 1920-х років.
За проєктом Ловцова у 1890 році проведена реконструкція Мироносицької церкви по Сумській вулиці, церква також була зруйнована у 1930 році. Сучасна Мироносицька церква стоїть на іншому місці і не має відношення до проєкту М. Ловцова.
1882—1892 рр. — реконструкція і розширення Спасо-Преображенського собору в м. Суми.
У 1902–1903 рр. — перебудова Свято-Преображенського собора у місті Ізюм, Харківської області
Йому також належить проєкт будівлі Ізюмської жіночої гімназії по вулиці Покровській, 34, м. Ізюм Харківської області.

## Галерея

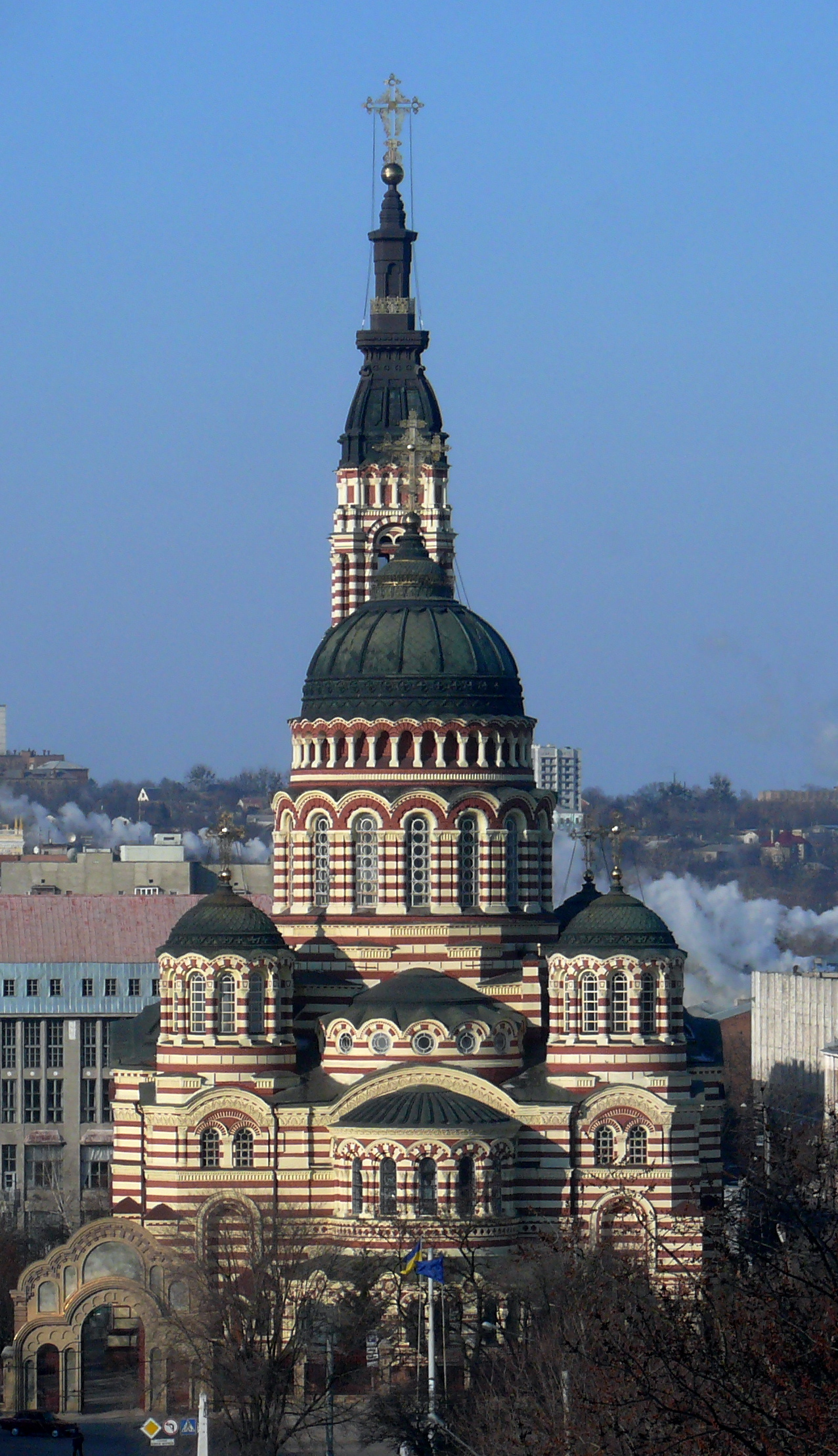
Свято-Благовіщенський кафедральний собор (Харків)
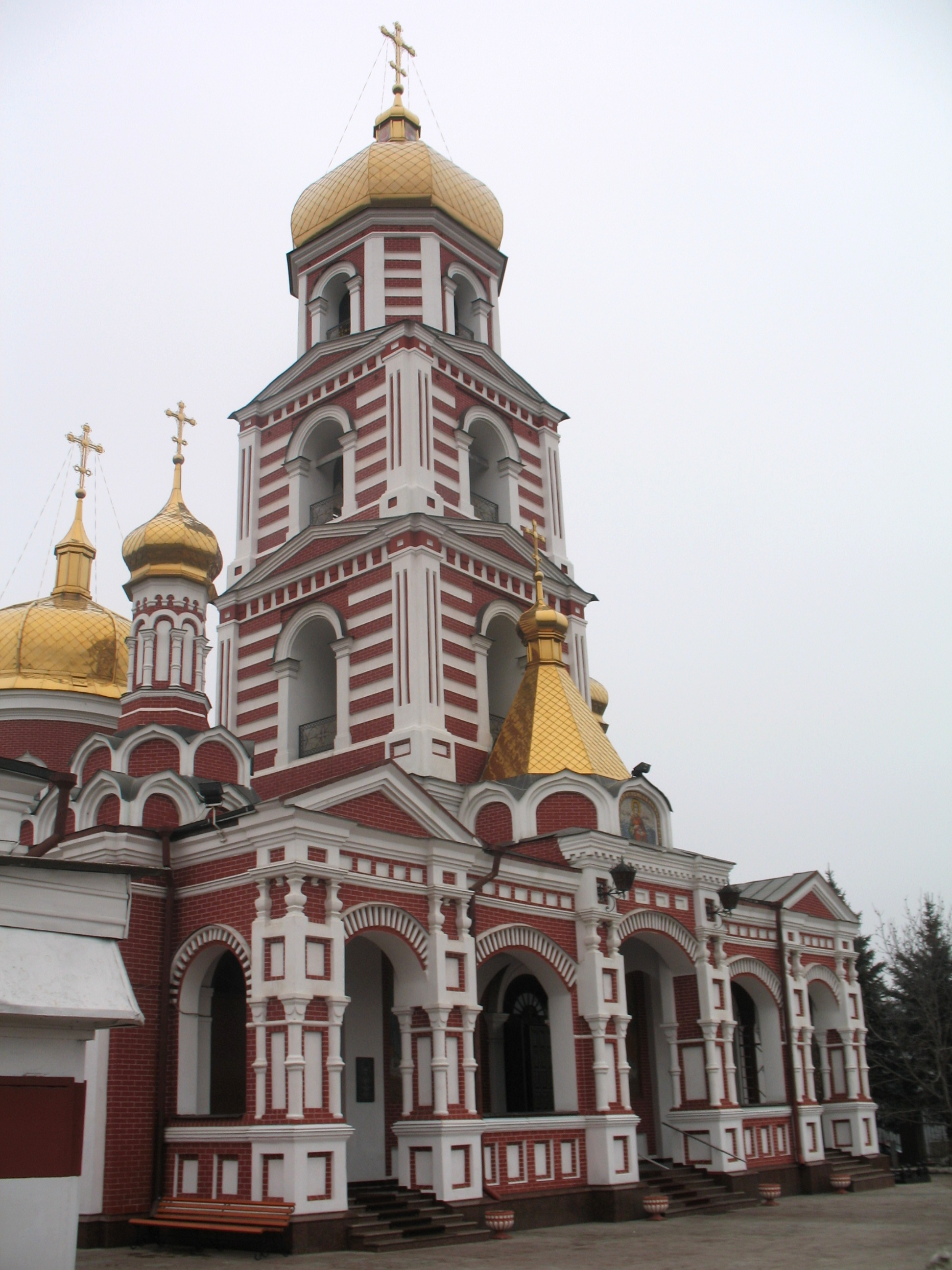
Свято-Пантелеймонівський храм (Харків)
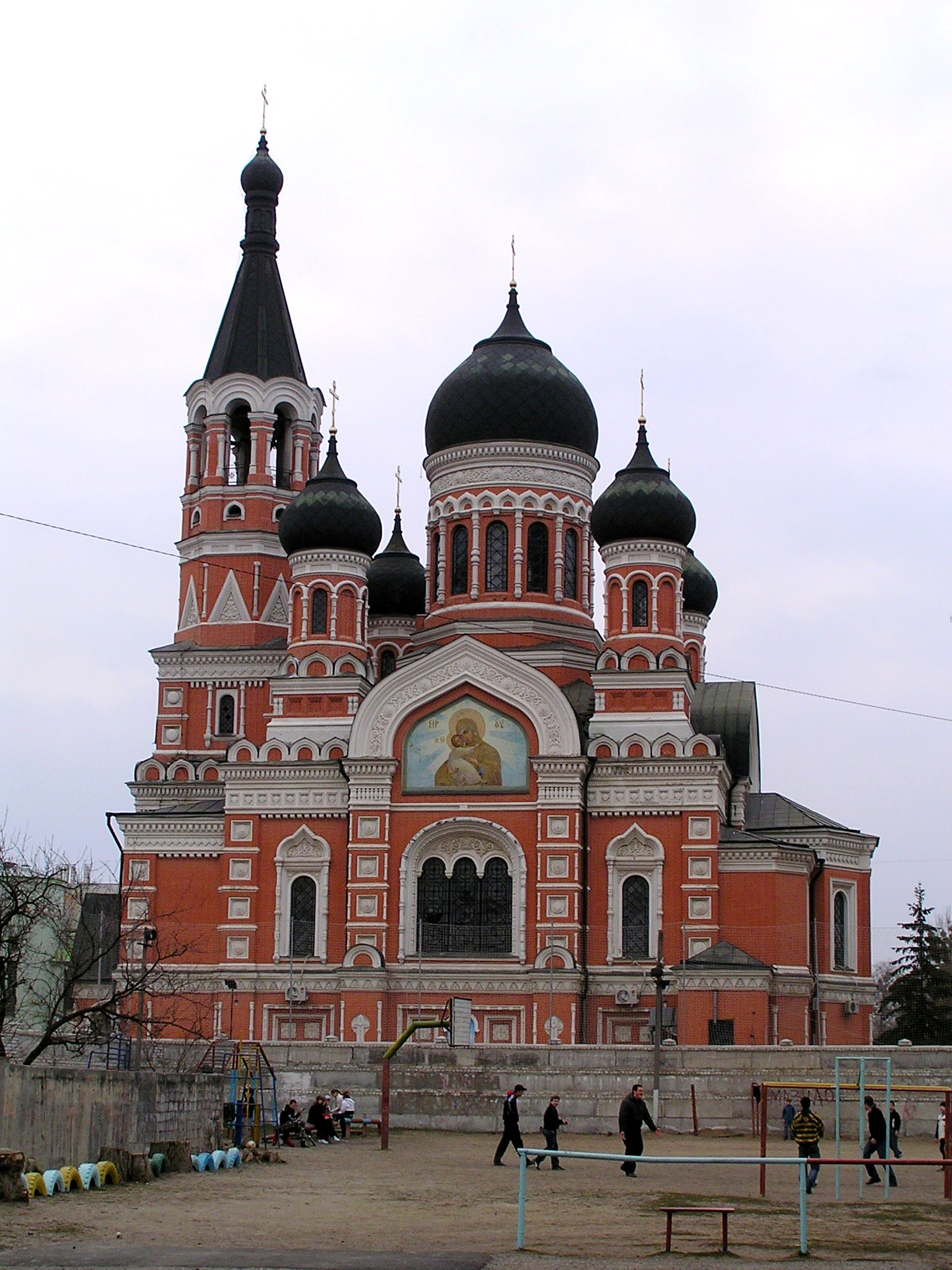
Трьохсвятительський храм (Харків)
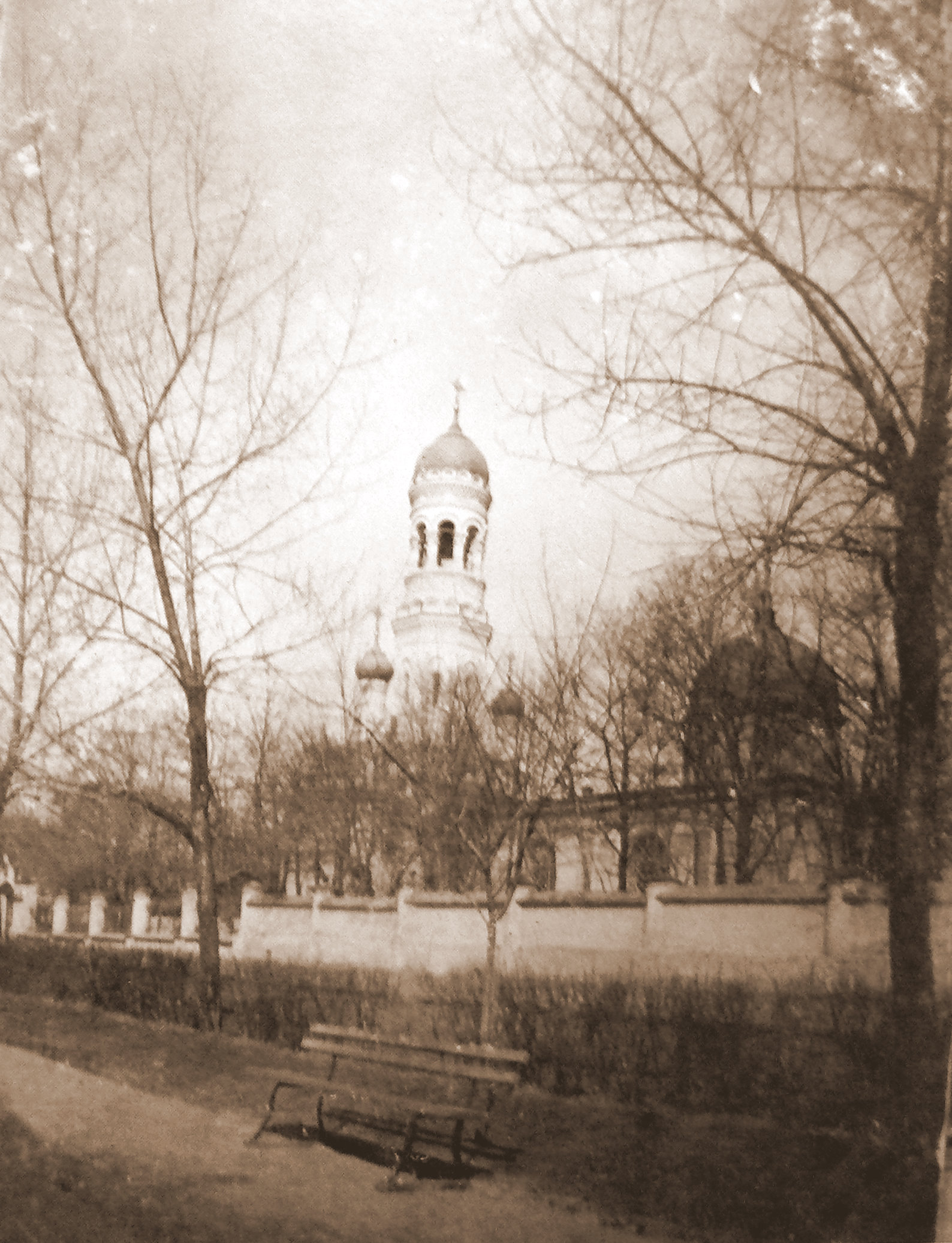
Мироносицька церква (Харків)
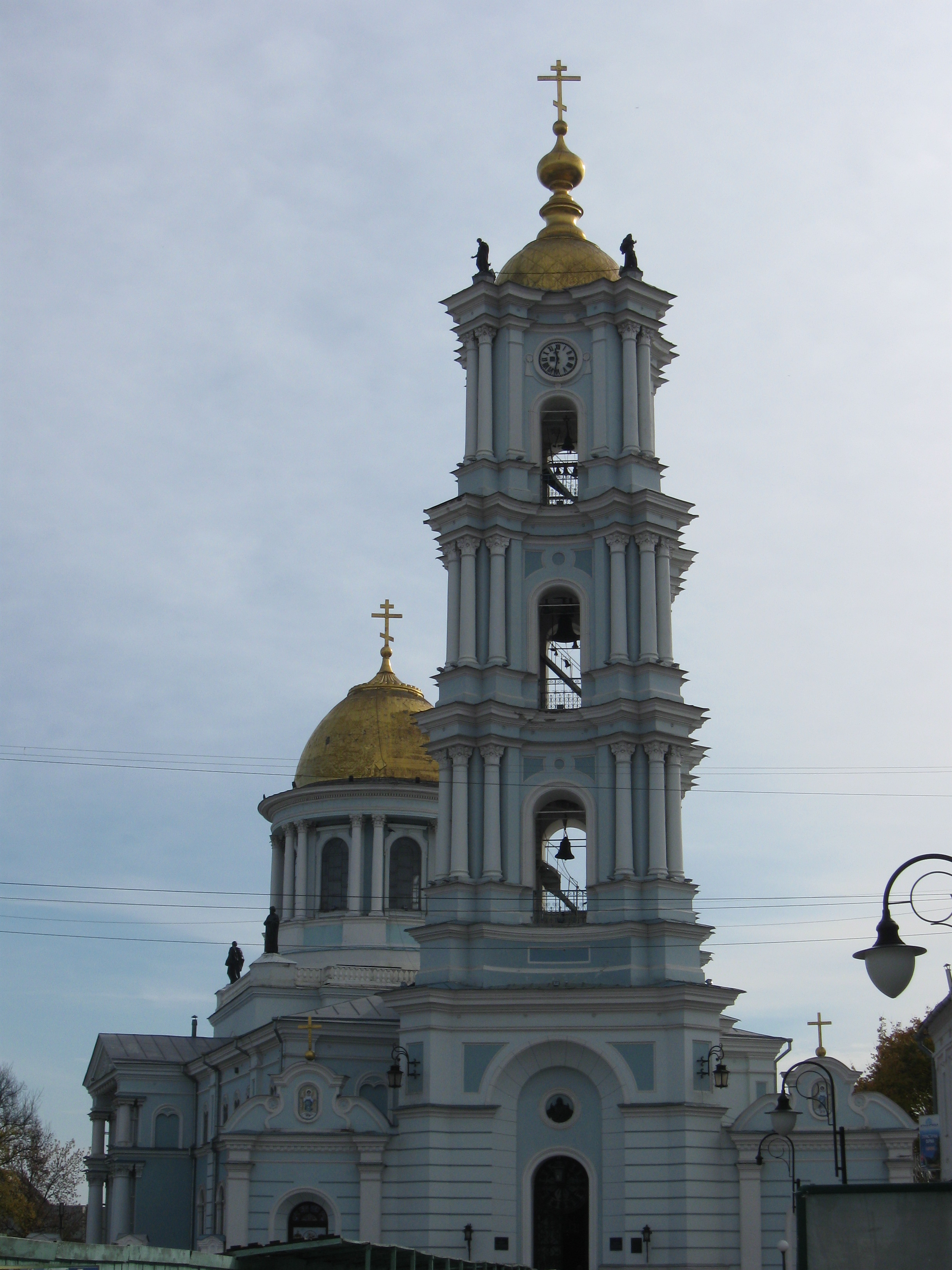
Спасо-Преображенський собор (Суми)